# Delimara Lighthouse
Delimara Lighthouse – nazwa dwóch latarni na półwyspie Delimara, w pobliżu Marsaxlokk, na Malcie. Zabytkowa latarnia została zbudowana w 1855 i działała do 1985, dziś opiekuje się nią organizacja Din l-Art Ħelwa. Nowoczesna, sterowana elektrycznie latarnia znajdująca się obok starej, została oddana do użytku w 1990.

## Delimara Lighthouse

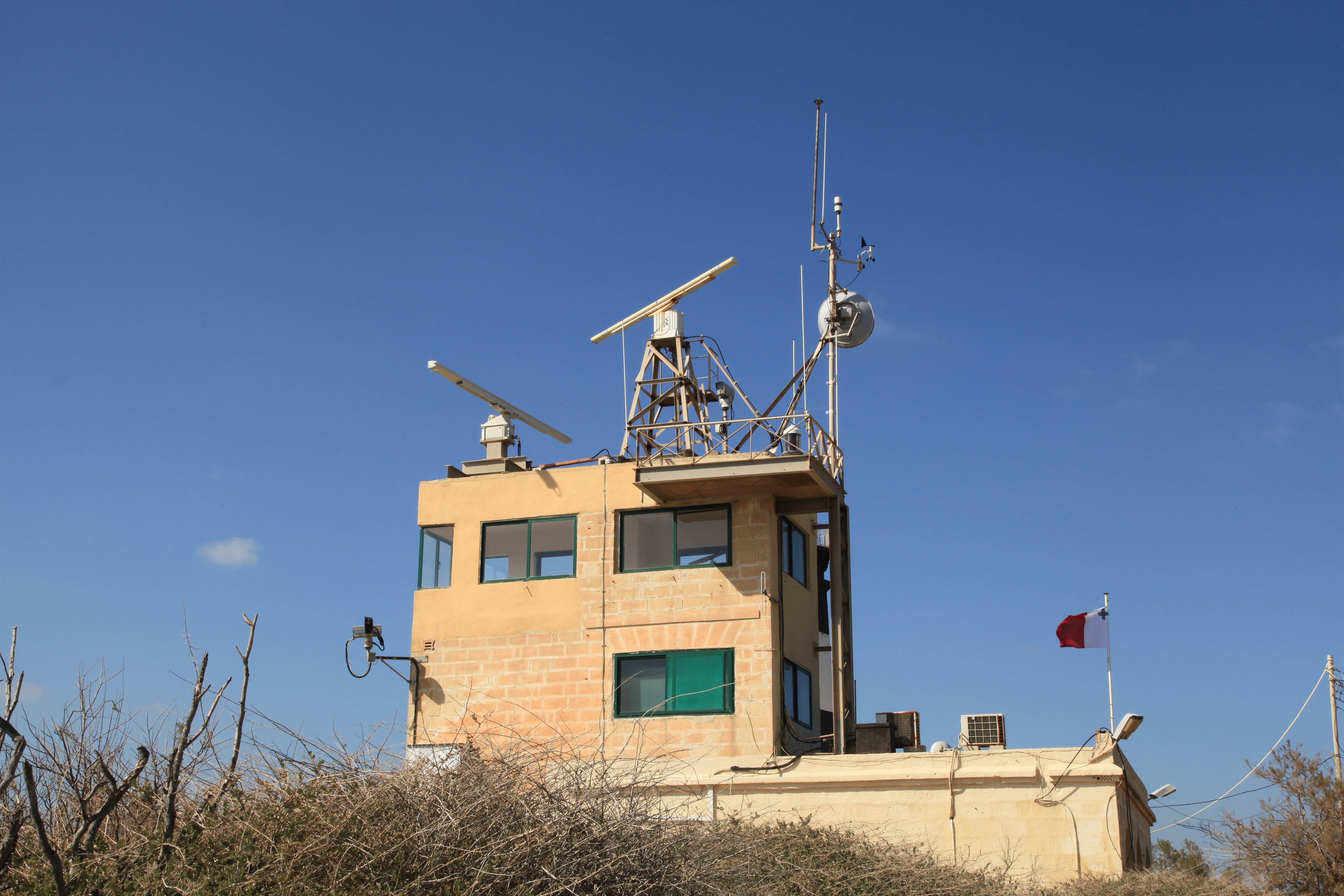
Nowoczesna latarnia morska

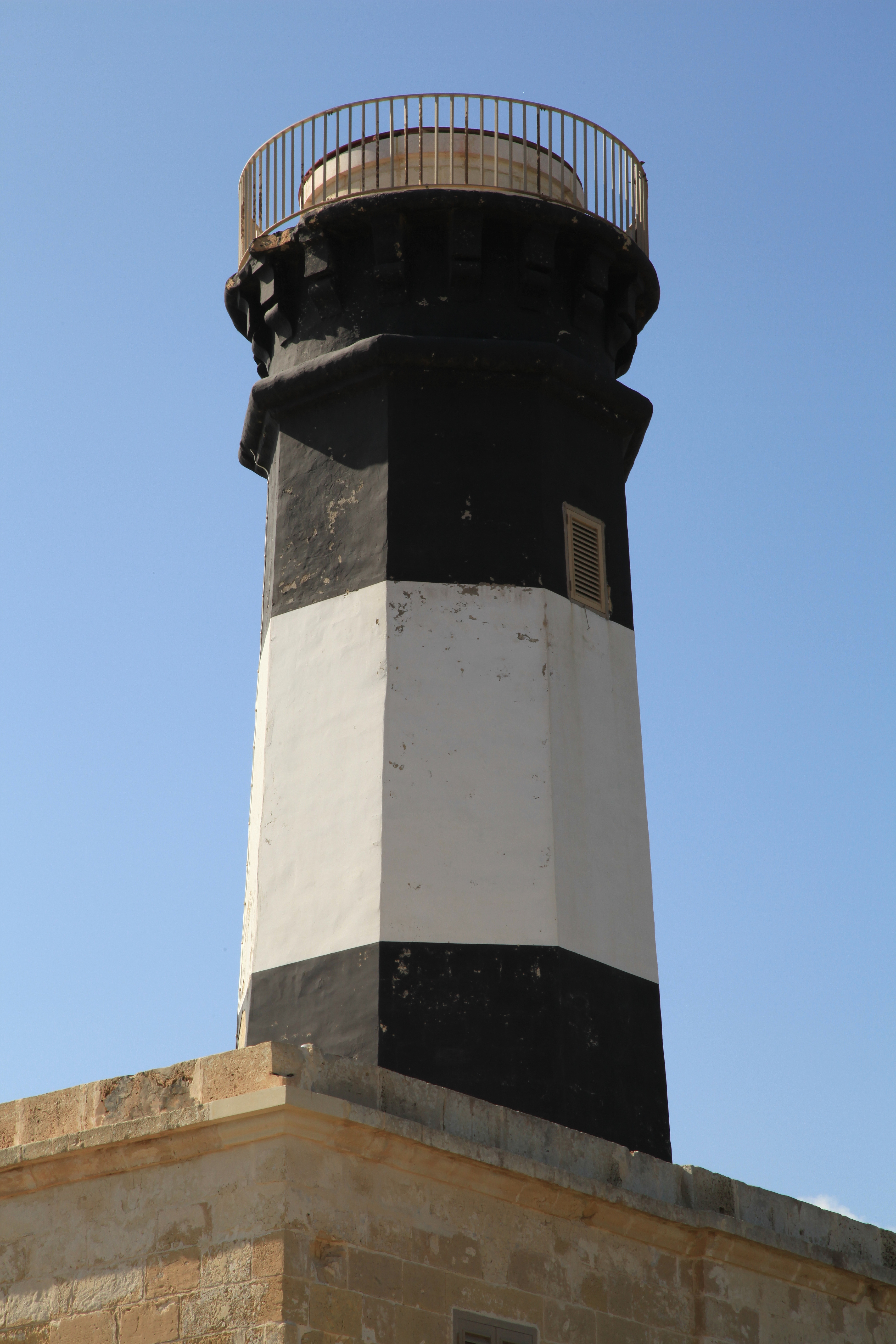
Delimara Lighthouse – latarnia morska w czarno-białe paski, Malta

Zabytkowa, oryginalna latarnia składa się z dwukondygnacyjnej, prostokątnej podstawy i wieży w czarno-białej pasy. Pomalowano ją w ten sposób w 1950 roku, ponieważ marynarze mieli problem z jej zlokalizowaniem podczas dnia. Budynek jest w dużej mierze wykonany z wapienia globigeryny, tylko na szczycie wieży zastosowano twardą skałę do obudowy latarni. Wieża zawiera zbiornik na naftę w kształcie gruszki i wykonany z mosiądzu. Jest to jedyna latarnia na Malcie, w której zachowała się oryginalna soczewka Fresnela.
Nowa latarnia powstała obok starej w 1990 roku. Jej budynek ma dwa piętra z systemem łączności i radarem zamontowanym na dachu.

## Położenie
Obie latarnie znajdują się kilkanaście metrów od siebie na krańcu półwyspu Delimara, południowo-wschodniego punktu Malty. Stoją około 3 kilometry na południowy wschód od miasta Marsaxlokk. Nowoczesny budynek znajduje się 15 metrów na południowy wschód od budynku zabytkowego.

## Historia
Potrzeba budowy latarni morskiej na półwyspie Delimara powstała w momencie otwarcia Kanału Sueskiego w 1850 i wynikającego wzrostu ruchu żeglugowego. Angielski gubernator Malty, sir Richard More O’Ferrall zlecił budowę, a w 1854 rozpoczęto budowę latarni, którą ukończono w 1855. Latarnia morska służyła głównie jako przewodnik dla statków handlowych, jednak latarnik opracowywał raport o ruchach wszystkich statków, które zaobserwował w kierunku Malty. Po budowie czerwone światło latarni wytwarzała lampa olejowa, która w 1896 roku została zastąpiona przez mocniejszą lampę naftową, która wysyłała naprzemiennie białe i czerwone wiązki światła co 30 sekund. Cykl wysyłania sygnału świetlnego obsługiwał tradycyjny mechanizm zegarowy, sterowany ręcznie. Światło było widoczne do 19 mil morskich. W 1956 pojawiły się problemy z tym mechanizmem i zastąpiono go stałą, białą latarnią.
Podczas II wojny światowej latarnia została uszkodzona. Poza uszkodzeniem szkła nie było większych szkód, spowodowanych przez uderzenie pociskiem.

## Delimara Lighthouse po latach
Latarnie morskie na Malcie są utrzymywane i obsługiwane przez Transport Malta, który przejął dawny Urząd Morski Malta. W marcu 2006 roku Urząd Morski przekazał nieczynną starą latarnię morską organizacji pozarządowej Din l-Art Ħelwa, która w tym samym roku rozpoczęła jej remont. W 2008 zostały ukończone pierwsze dwie fazy remontu, dotyczące ścian zewnętrznych, połączeń wodnych i elektrycznych. W ostatniej fazie, mimo trudności finansowych, przywrócono również oryginalny mechanizm świetlny.
Po remoncie w budynku latarni urządzono dwa apartamenty mieszczące do 10 osób. Mieszkania te są wynajmowane turystom, a uzyskany dochód Din l-Art Ħelwa przeznacza na pokrycie kosztów restauracji podobnych obiektów.